# Lakobeil
Lakobeil ist ein elektronisches Musikprojekt, das von Dirk Lakomy und Tobias Birkenbeil im Jahr 2002 gegründet wurde. Die Musik ist an die 80er Jahre angelehnt, beinhaltet jedoch Einflüsse aus zahlreichen Stilrichtungen von New Wave, Punk, Electronic Body Music, Electro über Popmusik und Jazz bis hin zu Barockmusik.

## Geschichte
Die Wurzeln des Projekts reichen zurück in das Jahr 1992. Beide Musiker waren zu dieser Zeit bei Spirit Production unter Vertrag: Dirk Lakomy mit seiner Band Derrière Le Miroir und Tobias Birkenbeil mit seinem Musikprojekt Factory Life. Es bildete sich eine Künstlerfreundschaft, die sich über die Jahre zu einer intensiven Zusammenarbeit entwickelte.
Dirk Lakomy wurde mit seinen Bands Derrière Le Miroir und In My Rosary und seiner Kunstfotografie international bekannt. Tobias Birkenbeil war mit seinen Musikprojekten Factory Life und Cytron (in Zusammenarbeit mit Toni Duilo) und D.N.S. erfolgreich. Später konzentrierte er sich auf die Arbeit als Studiomusiker und Komponist von Filmmusik für das Öffentlich-Rechtliche Fernsehen.
Die ersten musikalischen Kooperationen beschränkten sich auf Remixe, die Tobias Birkenbeil für Derrière Le Miroir und In My Rosary anfertigte. Im Jahr 2003 wurde das erste gemeinsame Projekt unter dem Namen Lakobeil „Konzept: Unverbindlich“ realisiert (veröffentlicht im Jahr 2013 als Download-Album A Concept in 2003). Es folgten zwei CDs mit Hörspielen, die von Dirk Lakomy geschrieben worden waren.
Im Jahr 2011 unterschrieb Lakobeil einen Plattenvertrag beim Label Echozone und veröffentlichte die Debüt-CD Strange Encounter.

## Diskografie
- 2011: Strange Encounter (CD-Album)
- 2012: Crash EP (Download-EP)
- 2012: Drowning Lullaby (Download-EP)
- 2013: Time Stands Still (Download-EP)
- 2013: Kiss My Ape! (Download-EP)
- 2013: A Concept in 2003 (Download-Album)
- 2013: Dreaming (Download-EP)
- 2014: The Hunter & Mr. Moon (Download-Single)
- 2014: Chapeau! (CD-Album, limitiert auf 250 Stück)
- 2015: Avec Marlène (Download-Album)

## Mitglieder
Dirk Lakomy (Komponist, Textdichter, Elektronik, zusätzlicher Gesang, Produzent, Gestaltung)
- 1982–1987: Bassist der Punk-Bands Notlösung und Electric Messias
- 1991: Gründungsmitglied von Umbra Et Imago
- 1992–2011: In My Rosary
- 1993–1996: Produzent von Derrière Le Miroir
- 1997: Griffin's Fall
- seit 2003: Lakobeil

Tobias Birkenbeil (Sänger, Komponist, Textdichter, Elektronik, Produzent, Gestaltung)
- 1992: Factory Life (Spirit Production)
- 1992: Debüt mit D.N.S. auf der Compilation Jung Machines Vol. 1" (Machinery Records)
- 1993: D.N.S. "Clouds and bombs" (CD, Machinery Records)
- 1995: Cytron "Nuclear Trance" (CD, Spirit Production)
- 1995: Studiomusiker und Remixer, unter anderem für Dracul, Umbra Et Imago, In My Rosary, Derrière Le Miroir, Timecode Studio Kehl und Katapult Tonstudio Karlsruhe; Filmmusik für das öffentlich-rechtliche Fernsehen.
- seit 2003: Lakobeil

## Gast-Sänger
Stella B., Dawn Nightingale, Nora Neko, Marlène Wagner